# マーサ・コーリー

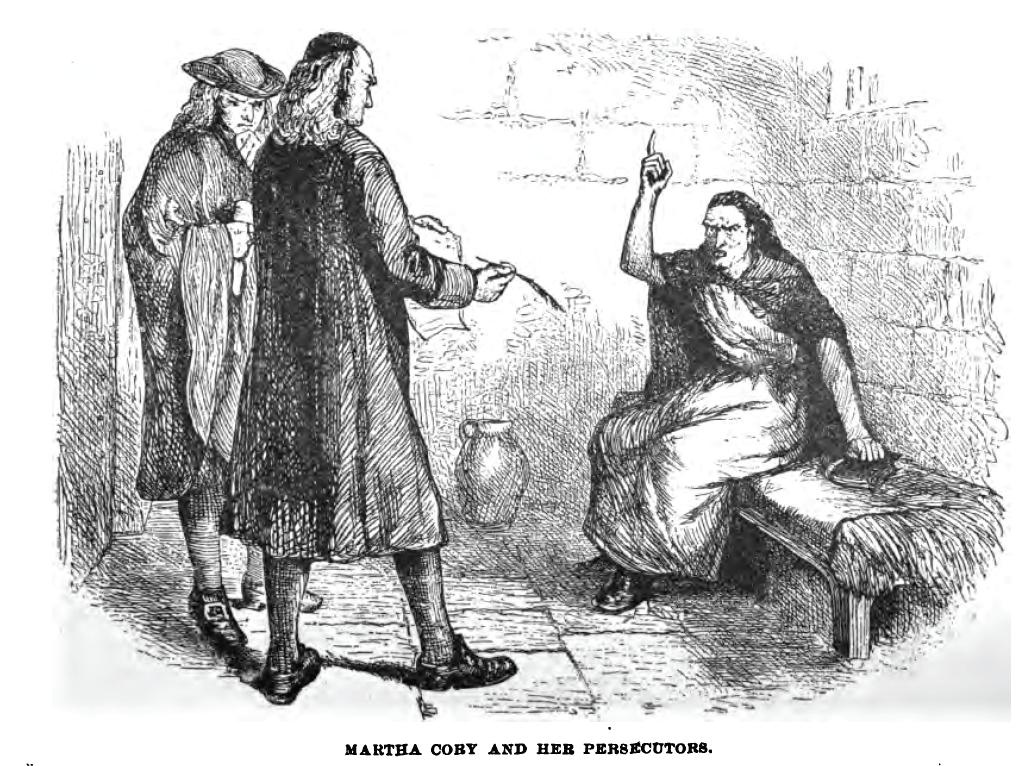
マーサと検察官

マーサ・コーリー（Martha Corey、1620年代後半 - 1692年10月2日（ユリウス暦9月22日））はセイラム魔女裁判の犠牲者。ニューイングランドで生まれた。
村中が敬虔で熱心に礼拝に参加していた彼女が告発されたのを見て驚いた。しかし、彼女は魔女の存在を信じていなかったので、告発を裏付けるような証拠は出てこなかった。告発者が嘘をついているという確信を持ち続け、そのため、数人の若い女子がコーリーのウィッチクラフトを非難した。村での偏執病に気付いておらず、また、自らの無罪と免罪を確信していた。
少女らが彼女の証言をしたように、彼女も裁判官にヒステリックな少女らを信じないように求めた。少女らはまるで彼女により制御されていたかのように、彼女の擬態を始め、陪審員達が有罪を確信するのに十分な証拠であった。1692年9月22日に絞首刑となった。
夫ジャイルズ・コーリーは妻の疑惑と自らのウィッチクラフトの訴えを否定した。妻マーサの死刑執行3日前の1692年9月19日に大量の石積みによる拷問で死亡した。
コーリー夫妻はアーサー・ミラーの『るつぼ』の著名な登場人物である。映画『サレムの魔女』でジャンヌ・フュジェ・ジル、『クルーシブル』でメアリー・パット・グリーソンがマーサを演じた。

## 関連文献
Upham, Charles (1980). Salem Witchcraft. New York: Frederick Ungar Publishing Co., 2 vv., v. 1 p. 190, v. 2 pp. 38–42, 43-55, 111, 324, 458, 507.